# Og Moreira
Og Moreira (Nova Friburgo, 22 de setembro de 1917 — , 1985) foi um futebolista brasileiro que atuou como volante.

## Carreira
Conhecido, também, como Toscaninho, referência ao maestro italiano Arturo Toscanini. 
Começou no futebol, começou sua carreira profissional, atuando pelo América do Rio de Janeiro, em 1933, conquistando o Campeonato Carioca de 1935. Em 1941, transferiu-se para o Racing, clube da Argentina. Voltou a atuar no Brasil em 1941, para defender o Fluminense, clube o qual estreou ao lado do argentino, também estretante, Renganeschi e conquistou o Campeonato Carioca de 1941.
Em 1942, o jogador se transferiu para o Palmeiras, clube no qual viveu sua melhor fase em sua carreira futebolística. Pelo alvi-verde paulista, o jogador foi o primeiro negro a atuar pelo clube. Conquistou três títulos estaduais (1942, 1944 e 1947).
Atuou, ainda pelo Nacional e pelo Juventus (ambos clubes paulistas), até se aposentar em 1951.

## Títulos
America-RJ
- Campeonato Carioca: 1935

Fluminense
- Campeonato Carioca:: 1941

Palmeiras
- Campeonato Paulista: 1942, 1944 e 1947

Seleção Carioca
- Campeonato Brasileiro de Seleções Estaduais: 1938 e 1939

### Outras Conquistas
Palmeiras
- Taça dos Campeões Estaduais Rio-São Paulo: 1942 e 1947
- Taça Choque-Rei: 1944
- Taça Cidade de São Paulo: 1945
- Troféu Rio Grande do Sul: 1946
- Campeão Honorário do Brasil: 1947
- Troféu Mito: 1948

## Menções em Livros
- "A Utopia Brasileira e os Movimentos Negros", Antonio Risério, Editora 34. (pág. 316)
- "Memória em Branco e Negro: Olhares Sobre São Paulo", Teresinha Bernardo, Editora UNESP. (pág. 153)
- "Memória Social dos Esportes - Futebol e Política : a Construção de uma Identidade Naiconal", Francisco Carlos Teixeira da Silva, Ricardo Pinto dos Santos, Editora MAUAD. (pág. 53)
- "Negócios e Ócios: Histórias da Imigração", Boris Fausto, Editora Cia das Letras. (pág. 172)
- "Seres, Coisas, Lugares: do Teatro ao Futebol", Decio de Almeida Prado, Editora Companhia das Letras. (págs. 189, 190)
- "O Negro no Futebol Brasileiro", Mário Filho, Editora MAUAD. (págs. 231, 232)
- "O Rádio, o Futebol e a Vida", Flávio Araújo, Editora SENAC. (pág. 257)